# Los Rinos
Los Rinos fue un grupo de arte total nacido en Cataluña activo entre 1985 y 1992 formado por Marcel.lí Antúnez Roca, cofundador de La Fura dels Baus, Sergio Caballero y el pintor Pau Nubiola. Sus primeros objetivos giraron en torno al grafiti. Más adelante su actividad se extendió a otros formatos, desde la acción pictórica hasta el vídeo performance, conciertos, instalaciones murales y finalmente en 1991 el cabaret. Su trabajo está considerado entre el post-humor y la provocación en el arte contemporáneo. Pintaron dianas en espacios públicos, decoraron fachadas con simulaciones mecánicas de una digestión, pintaron murales obscenos frente a escuelas británicas, se intoxicaron en nombre de la Madre Tierra y escribieron manifiestos en los que se difamaba con alegría a Tàpies, Bofill, Chillida y Flotats. Se trata, señala el crítico cultural Jordi Costa, de una de las formaciones más extrañas y agresivas de la vanguardia catalana.

## Proceso 1985 - 1991
Cuando se creó el grupo Sergio tenía 19 años, Pau 21 y Marcel.lí 25. La diferencia de edad no fue un obstáculo para un proyecto que permitió, cuenta Marcel.lí Antúnez, hacer todo lo que con La Fura dels Baus ya no se podía hacer. Antúnez estuvo trabajando en paralelo con Los Rinos y La Fura dels Baus hasta 1989 año en que pidió una excedencia en La Fura, algo que en la práctica significó el abandono definitivo del proyecto.
Utilizaron la diana como signo de identificación del grupo. Sus primeras acciones fueron la pintura callejera de grafiti marcados por el auge de esta expresión artística en Francia y Estados Unidos. Una acción directa, la de "dianizar" con brochas los distintos barrios de la ciudad como gesto conceptual, no exenta de problemas. Tuvimos los tópicos problemas con la policía; en Londres estuvimos incluso encarcelados a raíz de un mural erótico que hicimos delante de una guardería... Este tema de la pintura callejera fue derivando hacia otras posiciones explica Marcel.lí Antúnez.
El periodista especializado Mario Suárez en su libro Los nombres esenciales del arte urbano y del graffiti español  considera que las grandes piezas abstractas de su trabajo conectan con los orígenes de la historia del grafiti en Barcelona.
El emblema de la diana derivara hacia otros soportes como pintar los cuerpos de los animales -dianización de ovejas y cabras-, un casquete con una diana en su cabeza -que los Rinos pasean por las calles - y finalmente el diseño y confección de los trajes rino. Pintábamos animales, carteles, pancartas, hasta que nos hicimos el “Rinotraje” con dianas estampadas, que nos convertía a nosotros mismos en obra de arte.
Este trabajo queda documentado en una publicación que recoge las fotografías de los grafiti y las acciones en torno a la diana así como las opiniones de Los Rinos sobre el arte.
En la primavera de 1986 se publica la revista Los Rinos, que recogía a gran tamaño las fotos de documentación de sus acciones, así como textos y dibujos del grupo. Este período de pintura y grafiti fue presentado en la sala Metrónom, en diciembre del 1986, en forma de exposición en la que intervinieron, además de Los Rinos, otros grupos de grafiti de la ciudad.
1987 es un año de actividad intensa de Antúnez con los Rinos que se concretan en tres trabajos Geant, Rinosacrifici y Rinodigestió, año en el que el trabajo se expande a otros soportes además del grafiti.
Geant fue una acción pictórica mural de gran formato, de 30 minutos de duración titulada "Atlas". Se trataba de una gran pintura mural (12 x 22 metros) resuelta en media hora y realizada en varias fases. La primera de ellas consistía en crear un gran dripping haciendo estallar sobre el muro garrafas de plástico llenas de pintura. Durante la segunda, tres pintores suspendidos de cuerdas de escalada pintaban la figura de Atlas gigante. Por último, en la última fase se realizaba una intervención escultórica y pirotécnica lanzando desde la azotea muebles viejos sujetos a cables y llenos de bengalas de luz y pirotecnia. Una acción que se repetiría años más tarde (1990), en Yokohama (Japón), con el título de Abaton. 
Rinosacrifici la cruda y doméstica visión de los Rinos del sacrificio fue un vídeo performance hecho para ser editado en uno de los monográficos de Metrònom. Se trataba de un vídeo muy duro -considera Antúnez- con el reflejo de la idea del sacrificio en un contexto doméstico. Con vómitos, el sacrificio de una rata con una batidora, etcétera. Se trata, como se puede suponer, de un vídeo desagradable, muy nihilista, pero también muy eficaz a la hora de plantear la problemática del sacrificio. La acción sólo se hizo una vez, para las cámaras. Rinosacrifici reúne cuatro acciones distintas. La dureza del vídeo queda enfatizada por la música y los acordes de sintonías de programas y noticiarios de la televisión española.
El último trabajo del año 1987 fue la instalación mural Rinodigestió, que consistía en veintisiete cajas de madera y cristal llenas de alimentos: frutas, verduras, carne cruda, semillas, pan... estas cajas estaban colocadas como cuadros en las pinacotecas del siglo XIX. Estaban todas unidas entre sí por tubos transparentes; en la parte superior había tres grandes embudos que recogían la lluvia, sometiendo las materias al proceso de descomposición de las bacterias, el aire y el agua. Podías ver cómo las cajas / cuadros cambiaban cada día. La instalación fue presentada en la muestra L’H.Art, en la Tecla Sala de Hospitalet de Llobregat (Barcelona).
En primavera de 1988 el grupo realiza el concierto Rinonovacançorap presentado en la sala KGB de Barcelona, y otoño presenta su performance Stomac Comunication en el festival Permutant de Copenhague.
A principios de 1990 se inician los trabajos de la performance 1ª Conferència a Rinolàcxia’91 que se presenta en mayo de 1991 en el Mercat de les Flors de Barcelona. Significa la “puesta de largo teatral” del grupo. Se trata de una acción músico-teatral con cortes de cabaret y de la proyección de una película. En este trabajo colaboró también la bailarina y coreógrafa Sol Picó y Enric Palau. Los Rinos quedan sometidos a una maldición de Los Caparlans y para liberarse de ella tienen que bañarse en el semen virgen de Sermarpau, una reencarnación de sí mismos en forma de cerdo. Margarina madre y amante de Sermarpau dificulta la empresa. Al final los Rinos se libran de su maldición y los Caparlans matan a la muerte. Rinolacxia reúne una buena parte de los elementos que caracterizaron al grupo y los pone al servicio de un drama crítico, irónico y amargo. El espectáculo se presentó además en Suiza, Francia, Gran Bretaña e Italia.

## Reaparición 2007
Después de años de inactividad el grupo reaparece en el marco del Festival BEM 2007 celebrado en Burgos con Rinología un concierto-peformance en siete partes
Rinología arraca con los tres artistas leyendo textos delirantes mientras en la pantalla se proyectan los momentos clave de la historia de Los Rinos desde su primer grafito en 1985 hasta Rinolaxia, su último espectáculo en 1992 con la bailarina Sol Picó.
“Los Rinos son una mezcla muy extraña de buen rollo, estética pop de mal gusto, apología del insulto y sentido del ridículo” explicó Marcel.lí Antúnez Roca a la periodista de “El País” Roberta Bosco autora de una de las últimas crónicas sobre el grupo. El proyecto terminó porque nos estábamos convirtiendo en un grupo de teatro y no nos interesaba... ahora queremos hacer cosas distintas señala Sergio Caballero en el artículo.
En la crónica 'Los Rinos atacan de nuevo' se apuntan momentos de tensión en Rinología 'e imágenes tan fuertes -dice el artículo- como para generar incluso rechazo entre los espectadores como el vídeo de los tres simulando un kamasutra gay con el himno de España como banda sonora'.
En la escena los tres artistas cantando No nos moverán, hoy me siento performance y piezas en las que ironizan sobre el sistema del arte - Joseph Beuys, Volando Beuys, volando vengo y con Tapies yo me entretengo – o la proliferación de centros de arte en el tema Googleheim con el estribillo por más que me lo pidas no expondré en el Reina Sofía.
El video se presentó también en el Centro de Arte Santa Mónica en el marco del Festival Espontani.
Entre los objetivos pendientes declaran la intención de editar un libro con las fotografías realizadas por Nuria Andreu durante la vida artística del grupo.

## Presencia enAcción. Una historia provisional de los 90en el MACBA
En julio de 2020, el MACBA de Barcelona incluyó una amplia representación de su trayectoria en la exposición Acción. Una historia provisional de los noventa comisariada por Ferran Barenblit. La muestra incluyó las fotografías de Núria Andreu que trazan un recorrido por su trabajo, amplia documentación, piezas de arte postal, ediciones y vídeos así como sus singulares vestimentas.

## Obras
- 1966 Revista Los Rinos publicada con fotografías de las diferentes acciones de grafitis.
- 1987 Rinodigestió un sistema de cajas de madera y cristal conectadas entre sí que contenían materia orgánica en descomposición.
- 1988 Concierto rinonovacançorap en la sala KGB de Barcelona.
- 1988 Performance Stomac Comunication en el festival Permutant de Copenhague
- 1989 Los Rinos: Voz, verdad, leche y amistad Video. Clip grabado por Nubla, Ignorant y Crek en casa de Sergi, en Poble Sec, para el proyecto Macro Te Ve, doce horas de video que formaban parte de una de las instalaciones de la multiocupación de Transformadors que Macromassa hizo entre el 2 y el 25 de febrero de 1989, que llevaba por título Alas Plegables 3.[13]
- 1991 1ª Conferència a Rinolàcxia’91 Performance-cabaret
- 2007 Rinología